# Nhà xưởng
Nhà xưởng Là tài sản vật chất có sức chứa và quy mô quản lý lớn (so với cửa hàng), có thể là địa điểm tập trung nhân lực, trang thiết bị, nguyên vật liệu phục vụ cho quá trình sản xuất, bảo quản, vận chuyển hàng hóa.

## Phân biệt Công ty và Nhà xưởng
Công ty được thiết lập để quản lý các bộ phận, trong đó có nhà xưởng, nơi sản xuất hàng hóa.và nhà ở cao tầng bằng thép, để tiết kiệm chi phí đầu tư,cho dự án,các nhà đầu tư thường,chọn phương án kết cấu thép,đẻ thi công một đích nhà thép, thi công nhanh,rút ngắn rào cản thời gian cho mọi công trinh,đêm lại hiệu quả kinh tế cho nhà đầu tư- phân biệt nhà xưởng.và nhà thép, giữa hai loại nhà điều bằng thép khác nhau nhà xưởng phục vụ cho kho chứa hàng, xưởng sản xuất, nhà thép khác nhà xưởng, nhà thép bạn có thể làm được các công việc như sau, nhà hàng,nhà văn phòng,nhà ở,phòng trung bày,vv

## Các loại nhà xưởng
Nhà xưởng có thể xây dựng từ gỗ, thép, nhưng hiện nay chủ yếu làm theo kiểu nhà thép mang do có các tính ưu việt hơn cả với những đặc điểm sau:

### Tính bền vững
- Nhà thép giúp quá trình sản xuất liên tục, không bị ngưng trệ hay ảnh hưởng bởi các yếu tố khí hậu như mưa, bão, tuyết, hay động đất...
- Cấu tạo bằng Kết cấu thép giúp chống lại các rủi ro hỏa hạn có thể xảy ra, nhà xưởng gỗ không có ưu điểm này.
- Chống sự thấm nước và côn trùng tấn công: Khác với các cấu trúc nhà gỗ, thép là chất liệu bền, chống lại sự thấm nước hay côn trùng và những yếu tố gây ra hư hại cho nhà xưởng. Mặt khác, thép là chất liệu cực bền, không dễ bị oằn, uốn cong bởi yếu tố nhiệt độ, giữ cho cấu trúc nhà xưởng luôn bền vững theo thời gian.

### Thân thiện với môi trường
Để xây lắp một nhà xưởng gỗ cần rất nhiều thân cây với bản chất gỗ tốt. Điều này gây ảnh hưởng đến môi trường sống của các loài động vật cũng như con người. Do vậy, thép là sự lựa chọn tốt nhất để bảo vệ môi trường tự nhiên.

### Thời gian xây lắp nhanh, chi phí tiết kiệm, bảo hành lâu dài
- Tùy theo quy mô, nhà xưởng có thể được hoàn thành trong vòng vài tháng, quá trình tháo gỡ, di dời chỉ trong vài tuần.
- Nhà thép được các nhà xây dựng bảo trì trong thời gian dài, các kết cấu được sơn lại bảo đảm độ bền cho hoạt động tối ưu của nhà thép.
- Chi phí xây lắp nhà thép có thể cao hơn nhà gỗ, nhưng độ bền, thời gian sử dụng và các đặc tính ưu việt trên là nền tảng để nhà thép là lựa chọn tối ưu cho các công ty, tập đoàn hiện nay.